# Travail temporaire en droit français
Pour les articles homonymes, voir Intérim.
En droit du travail français, le travail temporaire (dit aussi « intérim ») est le temps pendant lequel une fonction est assurée par un remplaçant, le titulaire étant indisponible. Ce nom est issu du latin interim qui signifie « pendant ce temps-là ».

## Définition dans le code du travail
Dans le monde du travail, le recours à l’intérim est une forme de contrat de travail temporaire, différente du contrat à durée déterminée (CDD). Légalisé par la loi 72-1 du 3 janvier 1972, l'intérim est destiné initialement à assurer le remplacement exceptionnel des employés d'une entreprise, puis s’étend au surcroît d’activité. Lors des trois dernières décennies du XXe siècle, l'emploi de l'intérim dans les ressources humaines des entreprises n'a cessé de croître, pour devenir au début du XXIe siècle une manière très prisée d'assurer les travaux courants.
L'employé est appelé un « intérimaire ». Les entreprises spécialisées dans la mise à disposition d'intérimaires, ont pour nom société de travail temporaire, ou agence d'intérim car ce sont souvent des entreprises de taille internationale qui ont des agences dans toutes les grandes villes et bassins d'emplois.
Au sens du Code du Travail (Art. L1251-2), il est indiqué, « est entrepreneur de travail temporaire, toute personne physique ou morale dont l'activité exclusive est de mettre à la disposition provisoire d'utilisateurs des salariés qu'en fonction d'une qualification convenue, elle embauche et rémunère à cet effet ». La définition n'implique en rien que l’intérimaire remplisse une fonction dont le titulaire est temporairement indisponible.
Pour le salarié, l'incertitude sur l'activité est habituellement compensée par une prime de précarité. Le montant de cette prime est de 10 % de la rémunération brute perçue par le salarié intérimaire à l'occasion de sa mission, et doit lui être versée à la fin de son contrat de mission. Cette indemnité n'est pas due dans le cas d'une démission du salarié intérimaire, ou d'embauche par la société utilisatrice, en contrat à durée indéterminée. En revanche, si l'intérimaire contracte un CDI par l'intermédiaire d'une autre entreprise, l'IFM (indemnités de fin de mission) lui est due.
La progression la plus marquante des embauches en intérim a eu lieu entre 1982 et 2000. En 2014, un jeune salarié, comme un salarié de 25-49 ans, est quatre fois plus souvent intérimaire qu'en 1982.
À la suite de négociations entre représentations salariales et patronales, un accord signé le 11 juillet 2013 crée un nouveau contrat : le CDI intérimaire. Le contrat doit être obligatoirement écrit et faire figurer ces éléments : modalité de travail et sa durée, zone de mobilité correspondant à 50 km ou 1h30 de trajet entre le lieu de travail et la résidence, descriptions des métiers, garantie de rémunération mensuelle. En échange de la sécurité d'emploi qu'offre le CDI, le salarié doit accepter les missions qui correspondent à son contrat de travail lorsque son salaire horaire est au moins égal à 70% de celui de sa mission précédente.

## Données juridiques et économiques
Les situations permettant d'avoir recours au travail temporaire sont définies de manière extensive : remplacement d'un salarié absent, suspendu ou temporairement à temps partiel, accroissement temporaire de l'activité de l'entreprise, emploi saisonnier dans certains secteurs définis (CDD dans les autres secteurs), remplacement d'un chef d'entreprise ou d'un travailleur libéral.
Notamment, l'employeur ne peut recourir au travail temporaire sur les postes de grévistes. L'intérim ne peut avoir pour but de « casser » une grève en remplaçant un gréviste par un intérimaire.
Droit de grève : étant un droit constitutionnel, son exercice par des salariés intérimaires est identique à celui des salariés permanents.
Coût : Globalement, en 2005, un intérimaire est facturé 1,8 à 2,3 fois son salaire brut à l'entreprise. S'il s'agit d'un profil très spécifique, cela peut aller jusqu'à 2,5 fois le salaire. Selon les négociations commerciales portant sur le prix ou sur la durée des missions, le tarif est inférieur, de l'ordre de 1,8 à 2,1 fois le salaire. Ceci est à comparer avec les cotisations sociales d'un salarié (un salarié en CDI coûte environ 1,6 fois son salaire brut à l'entreprise, en faisant abstraction du coût d'absence lors des congés payés)[réf. nécessaire].
Pour un intérimaire au SMIC, il faut compter environ 50 % de cotisations sociales (8,27 € x 1,5 = 12,40 €), auxquelles il faut ajouter les congés payés de 10 % (12,40 € × 1,1 = 13,64 €) et l'indemnité de précarité ou de fin de mission dite IFM de 10 % (13,64 € × 1,1= 15,01). Le prix de revient d'une entreprise de travail temporaire à 1,815 du SMIC horaire[réf. nécessaire].
Prolongation des contrats : En France, l'article L1242-1 du Code du travail énonce : « Un contrat de travail à durée déterminée, quel que soit son motif, ne peut avoir ni pour objet ni pour effet de pourvoir durablement un emploi lié à l'activité normale et permanente de l'entreprise ».
Les contrats d'intérim sont pourtant fréquemment prolongés ou renouvelés, en changeant simplement l'intitulé du poste, car c'est toujours sur le poste que repose l'essentiel des dispositions légales liées au recours au travail temporaire. Par exemple, une secrétaire devient assistante de gestion puis standardiste.
La gestion de ce type de personnel est de la responsabilité de l'entreprise bénéficiaire, car c'est elle qui communique les motifs et les justifications de recours à l'agence de travail temporaire. En cas de réduction de l'activité, il suffit pour l'entreprise de cesser le contrat avec la société d'intérim.
Cependant que la Loi précise bien qu'un seul et unique contrat de travail temporaire ne peut excéder une durée légale, en général fixée à 18 mois. Bien justifiés, les contrats de travail temporaire peuvent permettre à un intérimaire de rester plus longtemps en poste (exemple, d'une salariée embauchée sur un contrat intérim de 15 mois en surcroît d'activité, suivi d'un remplacement d'absent de 5 mois, sa durée de présence serait supérieure à 18 mois sans être illégale).
Renouvellement des contrats : Le contrat dit de date à date (notamment le contrat en surcroît d'activité) ne peut être renouvelé que deux fois, et sa durée totale ne peut excéder 18 mois.
Le contrat à durée minimale (notamment le contrat en remplacement d'absent) peut être prolongé autant de fois que souhaité, tant que la survenance d'un fait n'y met pas un terme. Dans le cas du remplacement d'absent, c'est le retour du salarié absent qui constitue le fait mettant un terme au contrat. Dans le cas d'un contrat saisonnier c'est la fin de la saison.
Les faibles contrôles (déficit d'inspecteurs du travail) et l'absence de dénonciation (le salarié voulant garder son emploi) font que de nombreux employés sont en « intérim » durant plusieurs années. Cette situation est en général révélée lors de la cessation du contrat d'intérim, le salarié pouvant obtenir par un conseil de prud'hommes une requalification du contrat en contrat à durée indéterminée et la cessation du contrat en licenciement[réf. nécessaire].
Rémunération : Le salaire de l'intérimaire ne fait pas partie de la masse salariale de la société cliente. Cependant l'entreprise utilisatrice doit respecter la parité de traitement et de rémunération entre un salarié intérimaire et un salarié embauché en CDI à la fin de sa période d'essai. Le non-respect de cette obligation constitue un délit, pouvant donner lieu à une amende de 3 500 € pour l'entreprise utilisatrice.
Souplesse de date de fin de mission : La date de fin de la mission peut être aménagée par avenant au contrat :
- cette date peut être avancée d'un jour pour cinq jours travaillés, dans la limite d'une réduction de dix jours travaillés,
- cette date peut être différée d'un jour pour cinq jours travaillés, sans dépasser une durée totale de mission supérieure à dix-huit mois.

L'avenant fixant la nouvelle date de fin de mission doit être signé au plus tard un mois avant la date de fin prévue à l'origine.
Santé au travail : C'est le médecin du travail de l'entreprise de travail temporaire qui suit la santé au travail des travailleurs intérimaires, mais la surveillance médicale renforcée (SMR) est prise en charge par le médecin du travail de l'entreprise utilisatrice qui est aussi responsable des examens complémentaires nécessaires nécessaire à la détection d'éventuelles contre-indication au poste de travail. Le service de santé au travail de l’entreprise utilisatrice peut aussi demander une décision d’aptitude par un médecin ayant connaissance des risques spécifiques à l’entreprise à condition d'informer le médecin inspecteur régional du travail et de la main-d'œuvre (MIRT) de cette intention. Elles doivent alors communiquer au service de santé au travail concerné les coordonnées de leur service de médecine du travail pour faciliter l'échange d'informations entre les deux services dans le respect des obligations de confidentialité et de protection des données de santé personnelles. Le médecin du travail peut « demander plus amples informations à l’entreprise intérimaire sur les postes que pourraient occuper ces salariés temporaires afin de pouvoir obtenir l’ensemble des éléments pour répondre à la mission qui lui est confiée ».

## Cas de recours au contrat d'intérim[11]
Un contrat d'intérim, ou CTT (contrat de travail temporaire) peut être conclu dans les cas suivants :
- Remplacement d'un salarié
- Remplacement d’une personne concernée par les 4° et 5° de l’article L1251-6 du code du travail
- Accroissement provisoire de l'activité de l'entreprise
- Emploi à caractère saisonnier
- Emploi « d'usage »

### Cas particulier où le recours au contrat d'intérim est autorisé
- Exécution de travaux urgents par précautions et mesures de sécurité
- Mission visant à faciliter l’insertion professionnelle de personnes qui ont un accès difficile à l’emploi
- Mission visant à assurer une formation complémentaire au salarié
- Mission effectuée dans le cadre de l’alternance

### Liste des secteurs d'activité autorisant le contrat intérimaire
Certains secteurs étant soumis à un accroissement temporaire, il est d'usage de recourir à des contrats intérimaires.
- Exploitations forestières
- Réparation navale
- Déménagement
- Hôtellerie et restauration
- Centres de loisirs et de vacances
- Sport professionnel
- Spectacles, action culturelle, audiovisuel, production cinématographique, édition phonographique
- Enseignement
- Information, activités d’enquête et de sondage
- Entreposage et stockage de la viande
- Bâtiment et les travaux publics pour les chantiers à l’étranger
- Activités de coopération, d’assistance technique, d’ingénierie et de recherche à l’étranger
- Recherche scientifique réalisée dans le cadre d’une convention internationale, d’un arrangement administratif international pris en application d’une telle convention, ou par des chercheurs étrangers résidant temporairement en France
- Activités d’assistance technique ou logistique au sein d’institutions internationales ou de l’Union européenne pour la tenue de sessions, d’une durée limitée, prévues par les règlements de ces institutions ou par des traités

## L'intérim et le travail temporaire dans la fonction publique
Pour faire face à une pénurie en personnel, dont la présence est parfois indispensable à la survie de certains services publics, il était devenu relativement courant d'avoir recours temporairement à des vacataires et même à l'intérim, notamment dans la fonction publique hospitalière. Cependant, aucun texte n'autorisait formellement cette pratique contractuelle particulière s'agissant de l'intérim.
Cette situation est en passe d'être régularisée. En effet, l'article 10 du Projet de loi relatif à la mobilité et aux parcours professionnels dans la fonction publique, en cours d'examen devant le parlement, devrait généraliser la possibilité du recours à l'intérim dans les trois fonctions publiques. Comme dans le privé, mais de façon plus stricte, la durée du contrat d'intérim serait limitée à 18 mois (renouvellement compris). Les raisons pouvant justifier l'emploi d'intérimaires dans la fonction publique s'inspirent de celles en vigueur dans le secteur privé mais seraient plus restrictives et conditionnées à la soumission des salariés intérimaires aux obligations des fonctionnaires.
Cette possibilité s'inscrit dans celle plus large prévue par l'article 9 qui permettrait aux administrations de l'État, comme c'est déjà le cas dans le cadre des fonctions publiques territoriale et hospitalière, de faire appel à des agents non titulaires pour remplacer des fonctionnaires momentanément absents (congés de maladie, maternité, parental, réserves, service civil ou national…) ou pour pourvoir aux vacances d'emploi dans la limite d'une durée d'un an.
En 2013, dans la fonction publique territoriale et à l'hôpital, la part des contrats temporaires est même plus élevée que dans le privé. Chez les jeunes, la part des contrats temporaires monte jusqu'à 60 %.

## La location de personnel temporaire
L’intérim peut également être assuré par une autre entreprise qui se charge d'embaucher et de rémunérer le travailleur. C'est un type de relation dit triangulaire puisqu'un tiers parti s'insère entre un pourvoyeur de travail et le travailleur : c'est une agence qui retient les services d’un ou de plusieurs salariés qu’elle rémunère et qu’elle « loue » contre rétribution à une autre entreprise, cliente. Un travailleur temporaire a donc deux patrons, et deux contrats de travail. Le travail en agence temporaire procure toutefois une certaine flexibilité à des salariés qui opteraient pour se porter disponibles de façon intermittente sur le marché du travail. C'est parfois aussi la seule porte d'entrée pour certains postes qu'une compagnie préférerait faire sous-traiter et ce, pour des raisons telles que d'assurer une sécurité à son propre personnel, ou encore faire accomplir un travail à moindre coût.

## Abus et problèmes liés à l'intérim
En 2000, en plusieurs vagues, devant les prud’hommes, puis la cour d'appel, et jusque devant la Cour de Cassation, Servair avait été condamné à requalifier les contrats de 150 travailleurs, en CDI, pour l’utilisation frauduleuse des contrats précaires (plusieurs arrêts de la Cour de Cassation du 1er février 2000). Après les jugements des Prud’hommes, refusant de les réintégrer, et de poursuivre le CDI, Servair avait ensuite été condamné pour plus d’une centaine de licenciements abusifs, à dédommager près de 4 millions de francs aux salariés ainsi illégalement utilisés, puis abusivement licenciés.
En 2004, l'usine PSA Peugeot-Citroën de Poissy pour usage abusif de l'intérim concernant 18 salariés intérimaires travaillant à la Sovab (filiale de Renault).
Le 2 février 2009, les 3 leaders français (et mondiaux) de l’intérim, Manpower, Adecco-Adia et Vedior bis se sont vus infliger des amendes très lourdes par l’Autorité de la Concurrence. 42 000 000 euros pour Manpower, 34 200 000 euros pour Adecco-Adia et 18 200 000 euros pour Randstad. Au total 94 400 000 euros, aux motifs d’ententes illicites et pratiques abusives d’ampleur nationale, au détriment de nombreuses entreprises « grands comptes ». La décision no 09-D-05 parle de « renchérissement du coût du travail », de « transferts de profits » illégitimes, et « confiscation d’une partie de l’effort public entrepris pour réduire le chômage ».
Le 10 avril 2014, Pôle Emploi est épinglé pour abus de contrats précaires.
En 2014, différentes agences d’intérim mettaient à disposition d’Eurofloat des salariés. Leurs contrats étaient régulièrement renouvelés par Eurofloat sans période de carence.
Outre ces abus, les travailleurs temporaires sont plus fréquemment sujets à des accidents du travail. Les intérimaires sont des personnels peu habitués aux lieux et aux risques particuliers et souvent non formés aux risques spécifiques de l'entreprise, et donc plus sujets aux accidents, même si la loi française interdit d'employer des intérimaires pour les travaux dangereux. On peut citer par exemple l'explosion à l'usine Cockerill-Sambre à Ougrée (Belgique) le 22 octobre 2002, où les deux victimes décédées étaient des intérimaires ; l'affaire a révélé que depuis 1998, sur douze accidents mortels chez Cockerill Sambre, sept victimes étaient employées par des sociétés extérieures.
L'étude de la Dares et celle de la Carsat Rhône-Alpes montrent chacune que la fréquence et la gravité des accidents du travail des intérimaires sont deux fois plus élevées que celles des salariés permanents.
En première position, vient la manutention (45,1 % des accidents du travail avec arrêt, selon la Carsat Rhône-Alpes), suivie très loin derrière des chutes de plain-pied (15 %) et des chutes de hauteur (10,3 %). Quant aux parties du corps les plus touchées, la même étude cite en priorité les mains (30,55 %), le tronc (19,71 %), les membres inférieurs (16,48 %) et supérieurs (13,36 %),.

## Principales sociétés d'intérim
- Voir : Catégorie:Entreprise d'intérim.

- Classement mondial sur la base du chiffre d'affaires 2013[22]
  - no 1 : Adecco
  - no 2 : Randstad
  - no 3 : Manpower
  - no 4 : Samsic Emploi
  - no 5 : Recruit

- Classement français
  - no 1 : Adecco
  - no 2 : Manpower
  - no 3 : Randstad
  - no 4 : Groupe CRIT